# 横浜善光寺

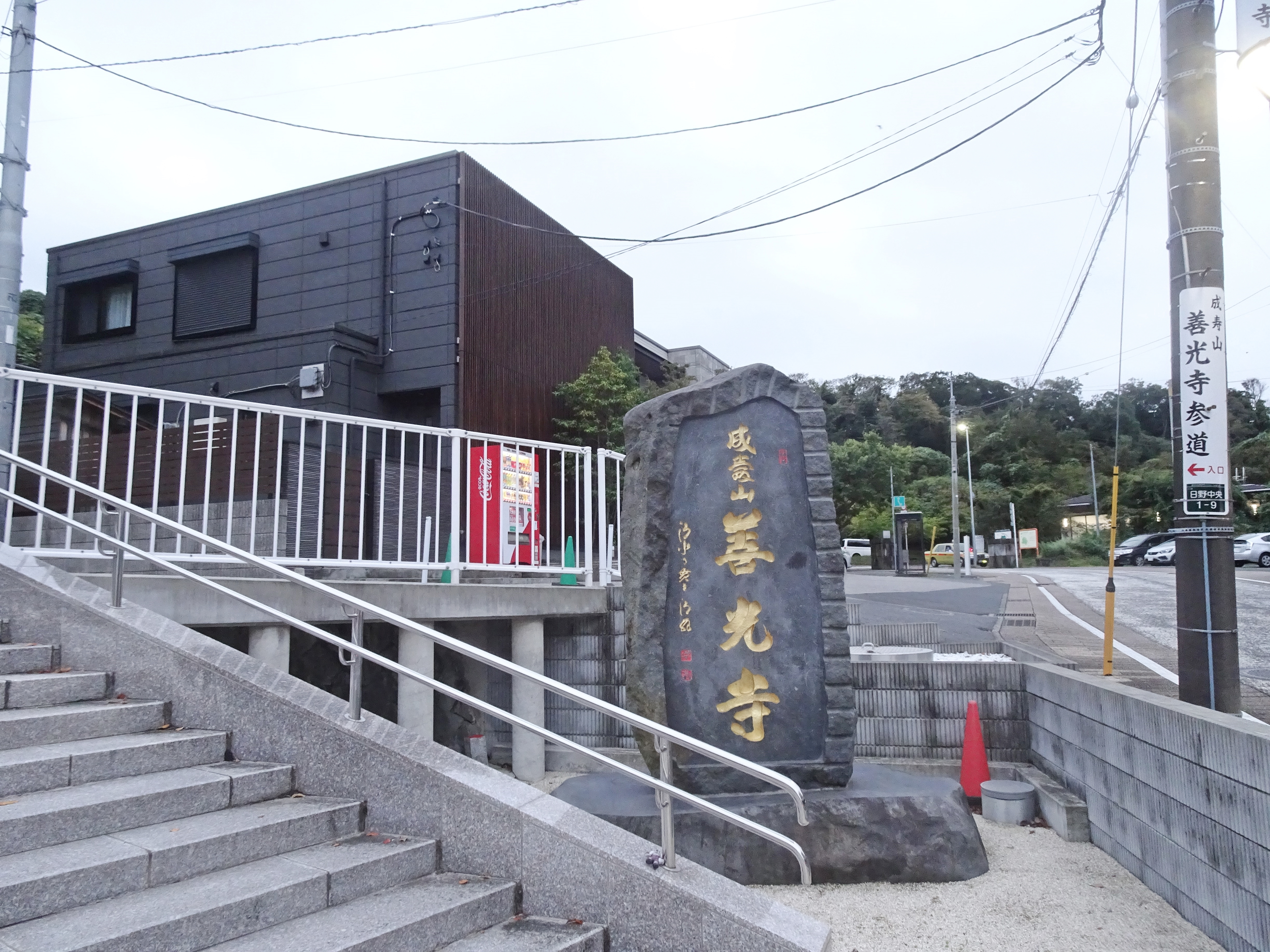
善光寺の石碑

横浜善光寺（よこはまぜんこうじ）は、横浜市港南区日野中央にある曹洞宗の寺院。山号は成寿山（せいじゅざん）。横浜市営日野公園墓地正門に隣接している。

## 概要
昭和44年（1969年）、黒田白純（大田原市光真寺三十六世）を開山に招じ、開基村岡満義（ナリス化粧品創設者）によって創建された。信州善光寺を中心とした全国善光寺会に参加している。
釈迦牟尼仏（釈迦如来）を本尊とし、不動殿には大日如来と身代り不動明王を安置する。参禅会・書道会・写経会、仏典研究会等を主催している。 二世中興黒田武志の創設した横浜善光寺留学僧育英会は、今も継続している。